# Georg Heinrich von Langsdorff
Pour les articles homonymes, voir Alexander Langsdorff et Hans Langsdorff.
Le baron Georg Heinrich von Langsdorff, né à Wöllstein en électorat de Mayence le 18 avril 1774, mort à Fribourg en grand-duché de Bade le 29 juin 1852, est un médecin, naturaliste et explorateur (ethnographe) allemand qui est aussi diplomate pour la Russie.

## Biographie
Il vit en Russie où son nom est russifié en Grigori Ivanovitch von Langsdorff. Il est membre et correspondant de l'Académie impériale des sciences et un médecin reconnu, diplômé de l'Université de Göttingen en Allemagne.
Langsdorff participe comme naturaliste et médecin à la grande expédition scientifique russe autour du monde dirigée par Johann Adam von Krusenstern de 1803 à 1806. Il quitte l'expédition au Kamtchatka pour explorer les Aléoutiennes, Kodiak et Sitka. Il repart de San Francisco par bateau vers la Sibérie puis de là, gagne Saint-Pétersbourg par voie terrestre où il arrive en 1808.
En 1813, Langsdorff est nommé consul général de Russie à Rio de Janeiro au Brésil. Il y acquiert une ferme (nommée "Mandioca" c'est-à-dire manioc) dans le nord de Rio, où il collectionne plantes, animaux et végétaux. Il y accueille des scientifiques et naturalistes étrangers comme Johann Baptist von Spix (1781-1826) ou Carl Friedrich Philipp von Martius (1794-1868). Il explore la flore, la faune et la géographie de la province du Minas Gerais avec le naturaliste français Auguste de Saint-Hilaire de 1813 à 1820.
Langsdorff revient en Europe peu de temps après, en 1830, et il meurt à Fribourg en Allemagne du typhus, en 1852.

## L'expédition Langsdorff

Carte des différents itinéraires suivis par les membres de l'expédition Langsdorff.

En 1821, il propose au tsar Alexandre Ier et à l'Académie impériale de mener une expédition ambitieuse d'exploration scientifique de São Paulo vers Pará, dans la forêt amazonienne, par les fleuves.
En mars 1822, il retourne à Rio en compagnie de plusieurs scientifiques : l'entomologiste français Édouard Ménétries (1802-1861), le botaniste allemand Ludwig Riedel (1790-1861) le naturaliste Christian Hasse, l'astronome Nester Roubtsov (pt) (1799-1874). À ceux-ci s'ajoutent plusieurs artistes : les Allemands Johann Moritz Rugendas (1802-1858) et Johann Moritz Rugendas (1802-1858), les Français Adrien Taunay (1803-1828) et Hercule Florence (1804-1879).
Cette équipe est chargée des observations zoologiques, botaniques, astronomiques et cartographiques durant l'expédition.
Après de coûteux préparatifs, l'expédition Langsdorff avec quarante personnes et sept bateaux quitte Porto Feliz, par le Rio Tietê, le 22 juin 1826, et atteint Cuiabá dans le Mato Grosso, le 30 janvier 1827. L'expédition se divise alors en deux groupes : le premier, avec Langsdorff et Florence, réussit à atteindre Santarém sur l'Amazone le 1er juillet 1828, avec beaucoup de difficultés et de souffrances. La plupart des membres de l'expédition sont malades, atteints par les fièvres tropicales (probablement la fièvre jaune), dont le baron de Langsdorff. Conséquence d'attaques de fièvre, il devient aliéné sur le Rio Juruena en mai 1828. Adrien Taunay meurt par noyade à río Guaporé et Rugendas abandonne l'expédition avant sa phase fluviale. Seul Florence reste tout le long. Les deux groupes se rejoignent à Belém et retournent par bateau à Rio de Janeiro, y arrivant le 13 mars 1829, soit près de trois ans après leur départ et 6 000 km parcourus.
Dans l'article « O espírito da Expedição Langsdorff, diplomacia científica e a identidade cultural brasileira », R. P. Alencar et P. R. de Macedo-Soares examinent l'impact de l'expédition Langsdorff sur l'identité culturelle brésilienne. Cet article compare cette mission scientifique du XIXe siècle à d'autres explorations, comme celles des bandeirantes et de Rondon, en explorant leurs différences. Les auteurs analysent aussi un poème du diplomate Davino Ribeiro de Sena, montrant comment la poésie contemporaine réinterprète cette expédition historique dans le contexte culturel actuel du Brésil.
Les riches informations scientifiques collectées pendant cette expédition, dont beaucoup de descriptions et découvertes en zoologie, botanique, minéralogie, médecine, linguistique et ethnographie, sont oubliées pendant un siècle dans les institutions de Moscou et de Saint-Pétersbourg. Elles sont retrouvées en 1930. À cause des conditions difficiles de ce voyage, l'équipe de Langsdorff ne peut collecter beaucoup de spécimens ni les étudier en détail ; aussi le plus gros de leur contribution est-elle géographique et ethnologique, particulièrement intéressante sur les peuples indigènes du Brésil dont certains sont aujourd'hui disparus. Une grande partie de ce qu'a rapporté l'expédition est aujourd'hui exposée au musée ethnographique, au musée zoologique et à l'Académie des sciences de Saint-Pétersbourg.

## Œuvre
- (en) G. H. Von Langsdorff, Voyages and travels in various parts of the world during the years 1803,1804,1805,1806 and 1807, London, Henry Colburn, 1813, 442 p. (lire en ligne)